# أورلاندو ميخيا ريفيرا
أورلاندو ميخيا ريفيرا (بالإسبانية: Orlando Mejía Rivera) هو كاتب طبي كولومبي، ولد في 30 أغسطس 1961 في بوغوتا في كولومبيا.